# Törneblomfluga
Törneblomfluga (Criorhina berberina) är en humlelik blomfluga som tillhör släktet pälsblomflugor.

## Kännetecken
Törneblomfluga är en stor humlelik blomfluga med en längd på mellan 8 och 14 millimeter. Två färgformer förekommer. Den vanligaste påminner om en mörk jordhumla med gulbrun behåring på ryggsköldens främre del och på bakkroppsspetsen. Däremellan är behåringen svart. Den andra färgformen, oxyacanthae, är enfärgat ljusgul eller brungul och påminner om en åkerhumla. Benen är mörka med smala baklår. Vingfläcken är normalt betydligt otydligare än hos de andra arterna i släktet.

## Levnadssätt
Törneblomflugan lever i områden med tillgång till äldre multnande lövträd, och kan påträffas både i lövskog och hagmarker. Den flyger från april till början av augusti och kan då ses på blommor av olika slag, till exempel hagtorn. Honan ses också ofta sökande efter lämpliga äggläggningsplatser i håligheter i träd, multnande rötter eller liknande. Larven lever i multnande ved av olika slag, både lövträd och barrträd. 

## Utbredning
Törneblomflugan finns i Sverige endast i Skåne och västra Blekinge. I övriga Norden finns den bara i Danmark. Den finns även i övriga Europas löv och blandskogsområden samt i Turkiet och södra Kaukasus.